# Meerssen
Ne doit pas être confondu avec Mersen ou Mersenne.
Meerssen est un village qui est le chef-lieu de la commune des Pays-Bas de même nom située dans la province de Limbourg, au nord-est de Maastricht.

## Histoire

### Époque romaine
Les environs de Meerssen étaient déjà habités à l'époque romaine. En 1865, le prêtre et archéologue amateur, Jozef Habets, a découvert des vestiges de la villa romaine de Meerssen-Onder Herkenberg (nl) situés sur la Houthemerweg, connue comme la plus grande villa romaine des Pays-Bas. Des carrières de calcaire ont été découvertes à proximité de ce complexe, qui peut également être d'origine romaine. L'écrivain romain Pline l'Ancien a écrit dans son Naturalis historia que la marne était utilisée comme engrais dans les champs des agriculteurs. Les premiers habitants s'installèrent sur les rives de la Gueule. À cette époque, la région était encore très marécageuse et cela expliquerait le nom de Meerssen: Marsna ou Marsana signifierait quelque chose comme marais. Le nom Meerssen a également été associé à l'extraction de marnes (« marna »).

### Moyen Âge
Au début du Moyen Âge, un palais royal fut établi à Meerssen, une cour fortifiée qui servait de résidence aux princes francs (tel que Charlemagne). On ne sait pas grand-chose sur l'origine de ce palais, mais il est clair que cela a accru l'importance de Meerssen. Ce palais était dans la sphère d'influence de proche de Maastricht, importante ville commerçante et de pèlerinage, et aussi non loin du centre de l'empire franc, avec la cité d'Aix-la-Chapelle. Le palais de Meerssen était le lieu où Louis II de Germanie séjourna pendant les négociations du Traité de Meerssen en 870. Le traité lui-même, qui divisa la Basse-Lorraine entre les empires des Francs de l'Ouest et des Francs de l'Est après la mort de Lothaire II , a probablement été élaboré à Eijsden,.
En 847, Charles II le Chauve établit le Capitulaire de Meerssen.
En 915, Régnier Ier de Hainaut, un dirigeant local de la région de la Meuse, mourut à Meerssen. 
Vers le milieu du Xe siècle, l'alleu de Meerssen est la propriété de la reine Gerberge de Saxe, fille du roi Henri I, épouse en premier mariage de Gislebert de Lotharingie (fils de Régnier Ier de Hainaut) puis en secondes noces de Louis IV. En 968, elle fait don de tous ses biens à abbaye Saint-Remi de Reims.
La prévôté de Meerssen dépendait donc de l'abbaye Saint-Remi de Reims qui l'a échangé ensuite contre deux prieurés dépendant l'abbaye Notre-Dame d'Eaucourt. Cette institution d'importance possédait de nombreuses terres dans la région.

### Site de pèlerinage
En 1222, selon la tradition, le « miracle du sang » eut lieu dans l'église de la prévôté de Meerssen, à la suite de quoi un pèlerinage eut lieu en l'honneur du Saint Sacrement de l'Eucharistie. L'afflux de pèlerins a contraint les bénédictins de Reims à construire une église plus grande, la basilique du Saint-Sacrement (nl) qui existe encore aujourd'hui. L'église gothique a été construite au XIVe siècle, peut-être après une conception de maîtres bâtisseurs français. En 1465, l'église est incendiée par les troupes du seigneur de Borgharen, qui participaient à la lutte entre la Principauté de Liège et le duché de Brabant. Un fermier a vu l'église en feu et a sauvé des flammes l’hostie de 1222 - conservée dans un sanctuaire -. Meerssen est toujours un lieu de pèlerinage à ce jour.

## Jumelage
La ville fait partie du douzelage depuis 1991.